# Tamera Young
Tamera Young (* 30. Oktober 1986 in Wilmington, North Carolina, Vereinigte Staaten) ist eine professionelle Basketball-Spielerin. Zurzeit spielt sie für die Atlanta Dream in der Women’s National Basketball Association als Shooting Guard.

## Karriere

### College
Tamera Young spielte als Shooting Guard bis 2008 für das Damen-Basketballteam der James Madison University.

### Women’s National Basketball Association
Young wurde im WNBA Draft 2008 von den Atlanta Dream an der achten Stelle ausgewählt. Die Saison 2008 ist ihre erste Saison in der WNBA.

### Europa
In der Saison 2010/2011 spielte sie in Frankreich bei Basket Landes.